# Badia del Vallès
Badia del Vallès (em catalão e oficialmente) ou Badía del Vallés (em castelhano; no passado Ciudad Badía) é um município da Espanha, na comarca do Vallès Occidental, província de Barcelona, comunidade autónoma da Catalunha. Tem 0,93 km² de área e em 2021 tinha 13 228 habitantes (densidade: 14 223,7 hab./km²).